# Pegasus (programari espia)
Pegasus és un programari maliciós creat per l'empresa israeliana NSO Group que aprofita vulnerabilitats per infiltrar-se en els mòbils i espiar remotament. Està dissenyat per vulnerar els sistemes operatius de mòbil Android i iOS i obre la porta a la filtració de tota mena de dades personals i materials dels usuaris d'un telèfon mòbil.

## Història
El març de 2014, Francisco Partners va adquirir per 130 milions de dòlars una participació majoritària en l'empresa israeliana amb seu a Herzliya, NSO Group. Francisco Partners, que alhora era propietària d'altres empreses de tecnologia com Deep Packet Inspection i de ciberintel·ligència com Procera Networks o Sandvine, va vendre la seva participació de NSO Group el febrer de 2019, rebent al voltant d'un miler de milions de dòlars, d'acord amb Reuters. Omri Lavie i Shalev Hulio, cofundadors de NSO Group, amb la participació de l'empresa de capital d'inversió londinenca Novalpina Capital, van recomprar la seva pròpia companyia.
El nom de NSO Group va començar a sonar arran de la segona detenció, l'any 2014 a Mèxic, de Joaquín «El Chapo» Guzmán, líder del Càrtel de Sinaloa i considerat llavors un dels homes més buscat del món. Aquell any el periòdic Haaretz va publicar que el 2012, el govern mexicà d'Enrique Peña Nieto va signar un acord de vint milions de dòlars amb NSO Group «per a lluitar contra el narcotràfic» essent el principal producte de l'empresa de programari espia Pegasus, clau en la detenció de Guzmán.
L'agost de 2016, després d'un intent fallit d'instal·lar-lo en un iPhone pertanyent a un activista pels drets humans, Pegasus va ser conegut per l'opinió pública. Una investigació va revelar detalls sobre el programari espia, les seves capacitats i les vulnerabilitats de seguretat. Pegasus és capaç de llegir missatges de text, gravar trucades, recopilar contrasenyes, rastrejar la ubicació del telèfon, activar el micròfon i la càmera, accedir als contactes i en general obtenir informació de les aplicacions. Apple va llançar la versió 9.3.5 del seu programari iOS, l'agost del 2016, per corregir les vulnerabilitats. Va ser anomenat l'atac de telèfon intel·ligent més «sofisticat» de la història, i va esdevenir la primera vegada en la història de l'iPhone en que es va detectar un atac remot de jailbreak.
La companyia que va crear l'spyware, NSO Group, va declarar que faciliten «als governs autoritzats tecnologia que els ajuda a combatre el terrorisme i el crim». S'asseguren el compliment de les legislacions només facilitant el programari a agències governamentals oficials com ara cossos policials, serveis d'intel·ligència i estaments militars.
El 2019, a través de WhatsApp, el telèfon del President del Parlament de Catalunya, Roger Torrent, va ser atacat amb Pegasus segons una investigació d'El País i The Guardian. També van ser atacats els mòbils dels diputats d'Esquerra Republicana de Catalunya, Ernest Maragall, i de la Candidatura d'Unitat Popular, Anna Gabriel. Segons l'informe publicat per Citizen Lab 63 persones varen ser infectades pel Pegasus entre 2017 i 2020, mentre que 4 d'elles amb el programari de l'empresa Candiru, i almenys dues persones han estat infectades pels dos programes maliciosos.
En el cas de Catalunya no ha estat la primera vegada que s'utilitza un programa maliciós amb la finalitat d'espionatge a les persones. En l'any 2021, tant Microsoft com Citizen Lab va publicar que l'empresa Israelí Candiru, va crear un programari maliciós anomenat Sourgum el qual va ser utilitzat a Catalunya.
El 2021, més revelacions periodístiques apuntaven a unes possibles 50.000 víctimes d'aquest programari espia. L'estat que més ús n'hauria fet seria Mèxic, seguit del Marroc i Emirats Àrabs Units. Altres països que figurarien com a principals clients foren Azerbaidjan, Bahrain, el Kazakhstan, Ruanda, Aràbia Saudita, Hongria i l'Índia.
Principalment s'hauria usat contra activistes, ONG, polítics, empresaris, advocats i periodistes però també possibles criminals com bé exposa el diari israèlia Hareetz en una llista de les víctimes classificats per països.

## Detalls del programari espia
El programa s'aprofita de febleses de seguretat per a crackejar dispositius i telèfons mòbils. Un cop l'usuari fa clic en l'enllaç que ha rebut, Pegasus activa un jailbreak al dispositiu que li permet el monitoratge i geolocalització de trucades en temps real, la recopilació de correus electrònics, contactes, noms d'usuari, contrasenyes, notes i fotografies, vídeos i enregistraments de so, publicacions en xarxes socials, registres de trucades i fins i tot missatges en aplicacions de missatgeria encriptada, així com activar micròfons i càmeres i enviar arxius a dispositius sense l'aprovació o coneixement dels usuaris.
A més, el programari és capaç de llegir els continguts d'aplicacions com ara IMessage, Gmail, Telegram, Viber, Facebook, Telegram, Signal o Skype.

## Detecció en els dispositiu de telèfons mòbil
Quan es tracta d'infeccions en dispositius mòbils a causa de programes malignes, existeixen una sèrie de característiques que ens podrien indicar la infecció d'aquest:
- Habilitació automàtica pell que fa del GPS del dispositiu
- Habilitació de pantalles emergents de forma automàtica
- Pèrdua de bateria de manera exagerada.
- Enviament de missatges i trucades a números desconeguts com també a països estrangers.

Per altra banda, existeixen algunes aplicacions per comprovar si el dispositiu ha estat espiat no. L'aplicació Mobile Verification Toolkit, consisteix en un programari el qual instal·lar-lo a l'ordinador, es connecta el telèfon mòbil i aquest l'analitza per veure si està exposat a algun programari espia.